# Mezquita de Lulua
La Mezquita de Lulua (en  árabe : مسجد اللؤلؤة ) (que significa: «Perla») es una mezquita en El Cairo,  Egipto, que se construyó en los años 1015–1016. La mezquita también es conocida por muchos otros nombres como la mezquita al-Lu'lu'a, Majid aasl-Luʼluʼah, la mezquita de al-Lulua, la mezquita de Luluah, Qabr Lu'lu'a Bint Al-Muqauqis, mezquita de Al Lulua. Fue construida durante el reinado del tercer califa fatimí, al-Hákim bi-Amrillah, en el estilo arquitectónico fatimí. La mezquita se derrumbó parcialmente en 1919, pero más tarde fue restaurada en 1998 por la comunidad bohra da'udí, que remontan su linaje religioso al califato fatimí. Se encuentra en el cementerio sur de las colinas Mokattam.

## Geografía
La mezquita está ubicada cerca del cementerio sur de las colinas de Mokattam, un rango bajo de colinas al este de El Cairo. Tiene una altitud promedio de 180 metros con el pico más alto a 213 metros sobre el nivel del mar. Se divide en tres secciones. El segmento más alto es una forma de relieve de montaña baja llamada Mokattam. Fue un importante sitio de una antigua cantera egipcia para la piedra caliza, utilizada en la construcción de mezquitas e iglesias. La mezquita de Lulua también fue construida con esta clase de piedra. La mezquita está cerca de esta cordillera y aproximadamente a 1 kilómetro de Sharia Salah Salim, hacia el sureste.

## Historia
Al tercer califa en Egipto de la dinastía chiita al-Hákim bi-Amrillah (996–1021), también se le atribuye participación en la finalización de la construcción de la mezquita Mezquita Al-Hákim de El Cairo, construyó esta mezquita entre muchas otras más pequeñas que se edificaron en la colina Mokattam. Fue considerado un gobernante inescrutable e incomprendido. Según unos documentos, se perdió en las sierras mientras vagaba de forma extraña en la noche; su capa fue encontrada con una daga escondida en ella. Etimológicamente, el nombre al-Lu'lu'a significa «la perla», ya que el aspecto exterior de la mezquita era ornamentado y lustrosa.

## Características
La mezquita fatimí fue construida sobre un promontorio de piedra caliza, precariamente encaramada como un componente separado de la cadena montañosa. La piedra caliza expuesta formó la base de la estructura de la mezquita. Es una de las primeras mezquitas construidas en Egipto, donde el estilo arquitectónico típico fatimí, que incluía portales con protuberancias leves, mihrabs y muros de qibla cubiertos por ornamentación y rematadas por cúpulas indicativas del lugar de culto, pórticos con columnatas con arcos triples o en forma de quilla, y la fachada con inscripciones. Originalmente consistía en una estructura de torre de tres pisos construida sobre un plano rectangular. La planta baja fue parcialmente excavada de la colina con bóveda de cañón tenía una entrada de arco triple, una qibla simple ( mihrab ) en la pared posterior y estaba construida de piedra caliza con escombros. Los pisos superiores fueron construidos con ladrillos y paredes interiores enlucidas. Uno de estos pisos superiores también tenía triple entrada arqueada; Los arcos fueron construidos con ladrillo y piedra. El piso medio, con bóveda de cañón, tenía una qibla ornamentada en la parte posterior y una ventana rectangular. El piso superior tenía dos compartimentos, cada uno con una ventana. Las bóvedas de los pisos superiores fueron construidas con ladrillo.
Algunas de las características arquitectónicas comunes a todas las mezquitas construidas por Al-Hákim, incluida la Mezquita Lulua, son la adopción de portales y cúpulas proyectadas sobre mihrabs para fines ceremoniales. Arcos en forma de quilla en pórticos y las arcadas también fueron características destacadas. La profusión de finas decoraciones de estuco se observó en grandes cantidades, particularmente en mihrabs y paredes de qibla. En la fachada abundaban las inscripciones iconográficas.

### Remodelaciones
La primera remodelación de la mezquita registrada fue en el siglo XVI. Después de que su fachada y bóvedas se derrumbaran en 1919, la comunidad de Dawoodi Bohra de la India restauró la mezquita a finales de los años noventa.
También se construyó una mansara) cerca de la mezquita, que se usó como casa de huéspedes para visitantes extranjeros y posteriormente se convirtió en un albergue para comerciantes que visitan otros países.